# Obizzo III. d’Este

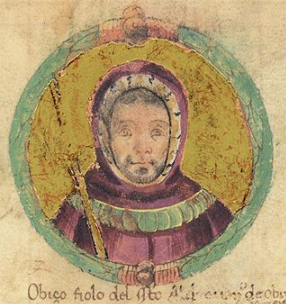
Obizzo III. von Este

Obizzo III. d’Este (* 14. Juli 1294; † 20. März 1352) aus der Familie Este war seit 1335 Herr von Ferrara und ab 1336 von Modena.
Obizzo war ein Sohn Aldobrandinos II. d’Este († 1326). Er war in erster – kinderloser – Ehe seit Mai 1317 mit Giacoma Pepoli verheiratet, Tochter von Romeo Pepoli, die am 3. März 1341 starb. In zweiter Ehe heiratete er am 27. November 1347 Lippa Ariosto, die Tochter des Giacomo Ariosto und seine langjährige Maitresse, die am folgen Tag starb.
Die außerehelich geborenen, jedoch durch die spätere Heirat legitimierten Kinder Obizzos und Lippa Ariostos waren:
- Beatrice d’Este (* 18. September 1332; † 1387) ⚭ 1365 Waldemar I., Fürst von Anhalt-Zerbst († 1367),
- Alda d’Este (* 18. Juli 1333; † 1381) ⚭ 16. Februar 1356 Luigi II. Gonzaga, Markgraf von Mantua (1334–1382),
- Rinaldo II. d’Este (* 10. Oktober 1334; † 20. Juli 1348),
- Aldobrandino III. d’Este (* 14. September 1335; † 3. November 1361), seit 1352 Herr von Ferrara und Modena,
- Alisia (oder 'Lisa') d’Este (* 18. März 1337; † 12. August 1402) ⚭ 1350 Guido III Novello di Polenta[3]
- Niccolò II. d’Este (* 17. Mai 1338; † 26. März 1388), 1361–1388 Herr von Ferrara und Modena, ⚭ 19. Mai 1362 Viridis della Scala († 1394), Tochter Mastinos II. della Scala,
- Azzo d’Este (* 14. März 1340; † 18. September 1349)[4]
- Folco d’Este (* 1342; † 1356 o. 1358)[4]
- Costanza d’Este (* 25. Juli 1343; † 13. Februar 1391) ⚭ 2. Mai 1362 Malatesta Malatesta (1327–1372),
- Ugo d’Este (* 18. Oktober 1344; † 1. August 1370) ⚭ 29. Juli 1363 Costanza Malatesta († 15. Oktober 1378), Tochter Malatesta Malatestas (und gleichzeitig seine Nichte),
- Alberto I. d’Este (* 27. Februar 1347; † 30. Juli 1393), seit 1388 Herr von Ferrara und Modena.